# ژان-کلود سوئدو
ژان-کلود سوئدو (انگلیسی: Jean-Claude Suaudeau؛ زادهٔ ۲۴ مهٔ ۱۹۳۸) بازیکن فوتبال و مربی فوتبال اهل فرانسه است.
از باشگاه‌هایی که در آن بازی کرده‌است می‌توان به باشگاه فوتبال نانت اشاره کرد.
وی همچنین در تیم ملی فوتبال فرانسه بازی کرده‌است.